# 伊利里亚

伊利里亞，羅馬征服前

伊利里亚（古希腊语：Ἰλλυρία，拉丁语：Illyria）是欧洲历史上的一个地区，位于今巴尔干半岛西部，亚德里亚海东岸。大约为今克罗地亚、塞尔维亚、波黑、黑山和阿尔巴尼亚地区。

## 历史
在古代，伊利里亚地区的居民主要是伊利里亚人，他们讲一种属于印欧语系的语言（伊利里亚语）。在希腊神话中揭示“伊利里亚”地名的由来的：忒拜城的建立者卡德摩斯的儿子伊吕里俄斯曾统治此地，因此成为这个地区及其居民的名祖。
要理清古代伊利里亚历史的头绪是很困难的，因为在被罗马征服前，伊利里亚人并非总是统一于一个单独的政治实体下，而且所谓“伊利里亚地区”的边界也模糊不清。例如达尔马提亚人被广泛认为是伊利里亚人的一支，但他们只在一段短暂的时间内臣属于伊利里亚王国，后来很快就独立了。
大约于前4世纪，在国王巴耳底利斯的统治下，伊利里亚王国发展为欧洲一支不可小视的势力。伊利里亚王国的主要城市包括利索斯（今阿尔巴尼亚莱什）和厄庇达谟诺斯（今阿尔巴尼亚都拉斯）。伊利里亚人的强大可以从这个事实看出来：他们在前359年进攻马其顿，并且杀死了马其顿国王珀迪卡斯三世。
但是伊利里亚人的胜利并不持久。前358年，马其顿国王腓力二世彻底击溃了伊利里亚人，并占领其大片领土。被腓力二世控制的伊利里亚领土远达奥赫里德湖。亚历山大大帝（腓力二世的儿子）于前335年再次重创伊利里亚人，并迫使其臣服；伊利里亚诸部落在其首领的带领下参加了亚历山大对亚洲的传奇式远征。 
亚历山大大帝的去世导致他的帝国迅速解体。在欧洲、亚洲和非洲，拥兵自重的将领们（所谓“继业者”）纷纷独立，而且他们之间混战不已。伊利里亚人乘机摆脱了马其顿的束缚，建立起了一些独立的小王国。伊利里亚部落首领格劳喀阿斯曾试图统一整个伊利里亚，但他在前314年被马其顿统治者卡山德击败，使部分地区又被马其顿占领。到了前3世纪末，一个位于今阿尔巴尼亚斯库台附近的伊利里亚人国家控制着相当于现在的阿尔巴尼亚北部、黑山和黑塞哥维那的广阔领土。
伊利里亚人的海盗行为引起了新兴的罗马强国的注意。在亚得里亚海航行的罗马商船经常被受到王室支持的伊利里亚海盗抢劫，这给了罗马人入侵巴尔干半岛的借口。前229年，罗马人发动第一次伊利里亚战争。罗马军队拔除了伊利里亚人设在众多希腊殖民城邦里的要塞，并扶植一个叫德米特里的人在伊利里亚当王，以制衡敌视罗马的伊利里亚统治者透塔。但德米特里很快背叛了罗马，他支持沿海部落的海盗活动，并且率领舰队侵犯受罗马保护的沿海城邦。这导致了前220年~前219年的第二次伊利里亚战争。在这次战争中，罗马统帅卢基乌斯·埃米利乌斯·保卢斯捣毁了内雷特瓦河河谷中的伊利里亚居民点，剿灭了大部分海盗。德米特里逃亡到马其顿，罗马人开始建立他们在巴尔干地区的影响。

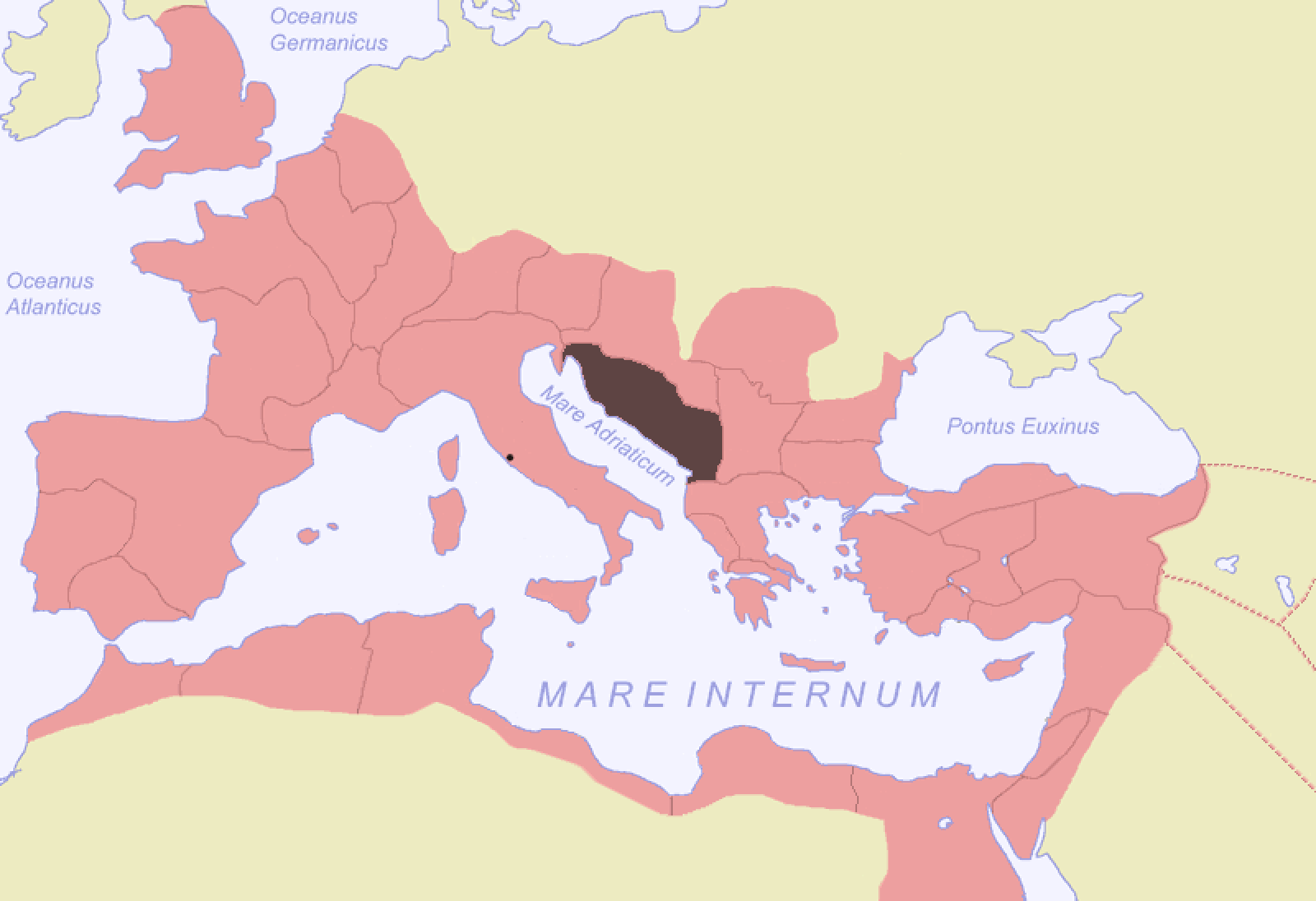
伊利里亞行省，前167年-20年

约前180年达尔马提亚人脱离了伊利里亚王国。罗马元老院决定吞并伊利里亚。前168年，罗马军队打败了最后一个伊利里亚统治者格恩蒂乌斯，在伊利里亚地区建立了四个实际上完全由罗马控制的傀儡共和国。这些共和国存在了一段时间后即被撤消，罗马人将伊利里亚组成一个行省（伊利里亚行省，拉丁语：Illyricum），开始了对这一地区长达数个世纪的直接统治。在王国时期，伊利里亚的首府是斯科德尔（今斯库台，位于阿尔巴尼亚北部），行省时期则是萨洛纳（今克罗地亚索林）。公元10年，伊利里亚行省被分割为達爾馬提亞和潘诺尼亚行省，但伊利里亚作为地区名仍然被广泛使用着。
在罗马帝国时期，伊利里亚地区的居民曾被视为不开化的人，但他们中的佼佼者却在后期帝国的历史中发挥了巨大作用。在三世纪危机到达高峰时，正是数位出身于伊利里亚的军人皇帝（所谓伊利里亚诸帝）挽救了即将崩溃的帝国。西罗马帝国灭亡后，政治上属于东部帝国的伊利里亚也不断受到如潮水般涌来的蛮族（西哥特人，匈人，东哥特人，等等）的严重破坏。在这些蛮族最终离开或瓦解后，斯拉夫人又冲进了这一地区。在6世纪到8世纪之间，大量斯拉夫部落进入巴尔干半岛并定居下来，原住民伊利里亚人逐渐被同化了。
某些学者认为阿尔巴尼亚人是古伊利里亚人的直接后裔。但除了阿尔巴尼亚语和伊利里亚语在语言学上有一些明显联系外，并没有很多证据支持这种观点。

## 其它

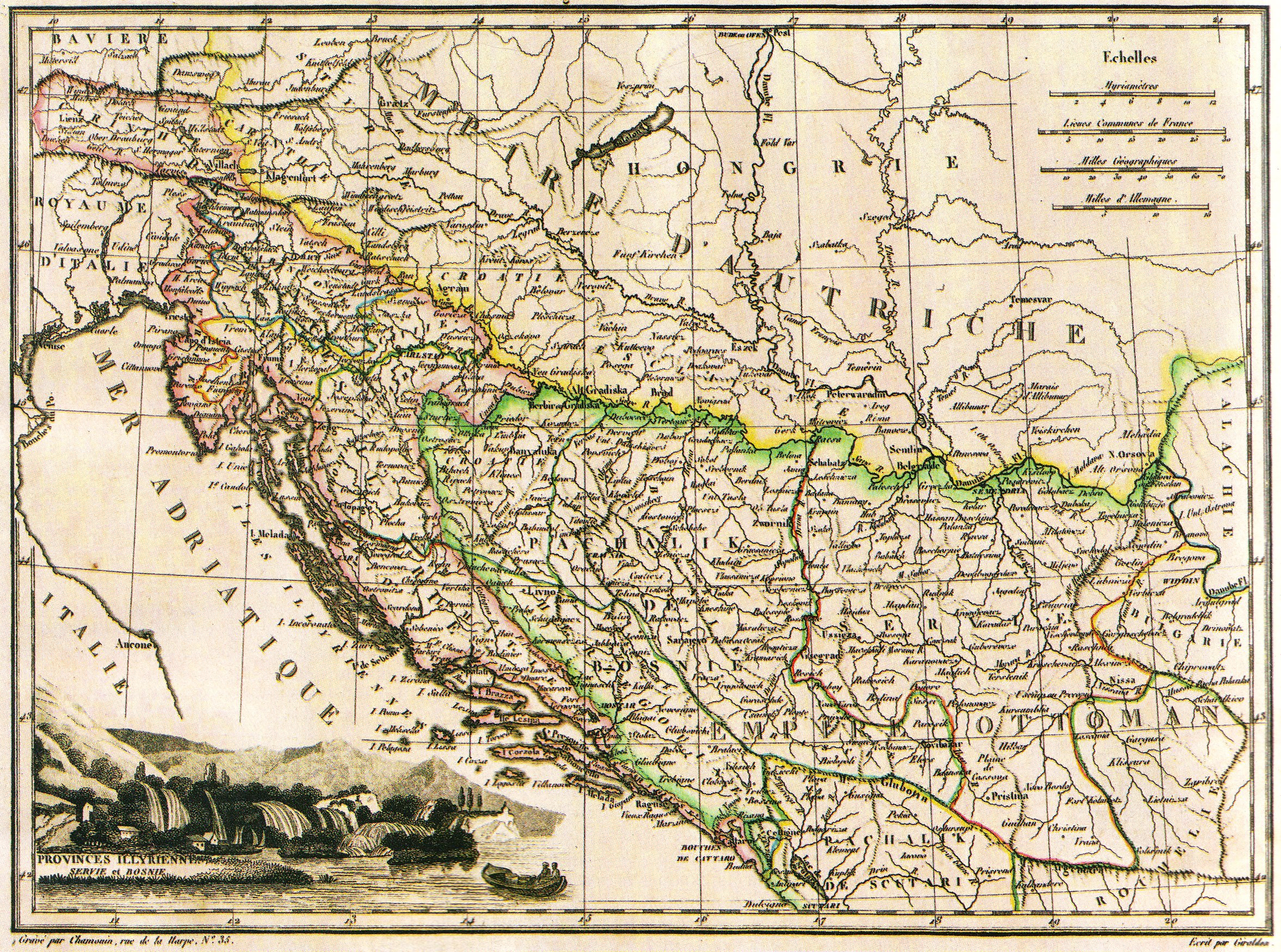
伊利里亞省, 法蘭西第一帝國，1809-1813年

在拿破仑战争时期，拿破仑以“伊利里亚”作为他的帝国的一个省的名称，即伊利里亚省。拿破仑的伊利里亚省只包括亚得里亚海东岸的一条狭长地带，从1809年存在到1813年。后来奥地利帝国又在其内部设置了一个“伊利里亚王国”，1848年後分裂為三個省份。19世纪巴尔干地区的民族主义者重新拾起了“伊利里亚”这个古老的民族名称，用来表达他们摆脱外国控制的愿望和泛斯拉夫主义的政治思想。
在一些文艺作品中“伊利里亚”被当作一个半幻想式的国家的名字，如莎士比亚的《第十二夜》，让-保罗·萨特的《肮脏的手》，以及洛伊·亚历山大的《伊利里亚历险记》。

## 资料来源
- 约翰·威尔基斯，《伊利里亚人》，牛津布莱克维尔出版社，ISBN 0-631-14671-7